# 美洲鯷
美洲鯷（学名：Engraulis mordax）為輻鰭魚綱鲱形目鳀科的其中一種，分布於東北太平洋區，從加拿大溫哥華島至墨西哥下加利福尼亞半島海域，棲息深度可達300公尺，本魚吻突出尖，上頷骨適中，體側具一銀色條紋，隨年齡增長而逐漸消失，背鰭軟條14-19枚，臀鰭軟條43-47枚，體長可達24.8公分，棲息沿海、河口，會進行洄游，以浮游生物為食，可做為食用魚。

## 擴展閱讀
維基物種上的相關：美洲鯷